# قضاء حدة
قضاء حدة أحد أقضية لواء صنعاء التابع لولاية اليمن في العهد العثماني، حيث قسمت الدولة العثمانية ما كانت تحكمه من ولاية اليمن إلى أربعة ألوية رئيسية، ويندرج تحته عدد من الأقضية، ويشمل كل قضاء عدة مخاليف أو النواحي.
من نواحي قضاء حدة بلاد سنحان.